# Sinopoda kalaw
Sinopoda kalaw – gatunek pająka z rodziny spachaczowatych i podrodziny Heteropodinae.

## Taksonomia
Gatunek ten opisany został po raz pierwszy w 2020 roku przez Elenę Grall i Petera Jägera na łamach „Zootaxa”. Jako miejsce typowe wskazano Kalaw w południowej części birmańskiego stanu Szan. Epitet gatunkowy pochodzi od miejsca typowego.

## Morfologia
Jedyny zmierzony okaz jest samicą o ciele długości 21 mm przy prosomie długości 9,7 mm i szerokości 8,5 mm. U okazu przechowywanego w alkoholu karapaks jest rudobrązowy z ciemnobrązowymi bokami i brązową przepaską poprzeczną w tyle, szczękoczułki są ciemnobrązowe, nogogłaszczki rudobrązowe z czarniawymi nadstopiami, sternum żółtawobrązowe z brązowymi krawędziami, odnóża rudobrązowe, natomiast opistosoma (odwłok) z wierzchu ciemnobrązowa z żółtym paskiem podłużnym na przedzie, czterema żółtymi kropkami pośrodku i brązowymi paskami po bokach, a od spodu brązowa z żółto nakrapianymi bokami. Oczy wszystkich par są wykształcone. Szczękoczułki mają trzy zęby na krawędzi przedniej i cztery na tylnej. Genitalia samicy mają szersze niż dłuższe pole epigynalne z jednym sensillum szczeliniastym i dwoma krótkimi pasmami przednimi. Kieszonki epigynalne są silnie zakrzywione. Przegroda jest wąska, na przedzie lekko wcięta. Boczne płaty wulwy są zlane, na tylnej krawędzi głęboko wcięte. Za przegrodą i płatami bocznymi występują zesklerotyzowane nabrzmiałości, pomiędzy którymi znajduje się wcięcie o połowę mniejsze niż u S. kyee. Układ kanalików wewnętrznych jest prosty, w przedniej części pozbawiony wyodrębnionych rozdęć. Wyrostki gruczołowe są wąskie i mocno zakrzywione, w częściach odsiebnych bliższe spermatekom. Przewody zapładniające są długie i cienkie.

## Rozprzestrzenienie
Pająk orientalny, endemiczny dla Mjanmy, znany tylko z lokalizacji typowej na terenie stanu Szan. Odnaleziony został pod korą w wiecznie zielonym lesie na wysokości 1420 m n.p.m.